# كونت هولندا

شعار كونتات هولندا

كونت هولندا حكم مقاطعة هولندا في البلدان المنخفضة بين القرون ال10 و16.

## أسرة هولندا
- خيرولف (880-896).
- ديريك الأول (ح.896 - 928 أو 939).
- ديريك الثاني (ح.939 - 988)؛ أبن ديريك الأول.
- أرنولف (988 - 993)؛ أبن ديريك الثاني.
- ديريك الثالث المقدسي (ح.993 - 1039)؛ أبن أرنولف.
- ديريك الرابع (ح.1039 - 1049)؛ أبن ديريك الثالث.
- فلوريس الأول (ح.1049 - 1061)؛ شقيق ديريك الرابع.
- ديريك الخامس (ح.1061 - 1091)؛ أبن فلوريس الأول.
  - جيرترود من ساكسونيا (الوصية)؛ والدته.
  - روبرت الفريزي (الوصي)؛ زوج والدته.
  - غودفري الأحدب، دوق لورين السفلى (الوصي).
- فلوريس الثاني البدين (ح.1091 - 1121)؛ أبن ديريك الخامس.
- ديريك السادس (ح.1121 - 1157)؛ أبن فلوريس الثاني.
- فلوريس الثالث (ح.1157 - 1190)؛ أبن ديريك السادس.
- ديريك السابع (ح.1190 - 1203)؛ أبن فلوريس الثالث.
- آدا، كونتيسة هولندا (ح.1203 - 1207)؛ أبنة ديريك السابع.
  - لويس الأول (ح.1023 - 1207)؛ زوجها.
- ويليام الأول (ح.1207 - 1222)؛ شقيق ديريك السابع.
- فلوريس الرابع (ح.1222 - 1234)؛ أبن ويليام الأول.
- ويليام الثاني (ح.1234 - 1250)؛ أبن فلوريس الرابع؛ انتخب كـ ملك ألمانيا في 1247.
- فلوريس الخامس إله الفلاحين (ح. 1256 - 1296)؛ أبن ويليام الثاني.
  - فلوريس دي فوخد (الوصي؛ 1256 - 1258).
  - جان الثالث، لورد رينيسه (الوصي؛ 1296).
  - وولفيرت الأول، لورد بوسلن (الوصي؛ 1296-1299).
  - جان الثاني، كونت هينو (الوصي؛ 1299؛ ورث الأراضي بعد وفاة جان الأول).
- جان الأول (1296-1299).

## أسرة أفيسنيس
جان الثاني هو أبن أديلايد من هولندا هي شقيقة ويليام الثاني.
- جان الثاني (1299-1304)؛ هو حفيد فلوريس الرابع.
- ويليام الثالث (1304-1337)؛ أبن جان الثاني.
- ويليام الرابع (1337-1345)؛ أبن ويليام الثاني.
- مارغريت الأولى (1345-1354)؛ أبنة ويليام الرابع.
  - لويس (1345-1354)؛ زوجها.